# Sedlarica
Sedlarica är en ort i Kroatien.   Den ligger i länet Virovitica-Podravinas län, i den nordöstra delen av landet, 90 km öster om huvudstaden Zagreb. Sedlarica ligger 158 meter över havet och antalet invånare är 377.
Terrängen runt Sedlarica är platt. Runt Sedlarica är det ganska glesbefolkat, med 24 invånare per kvadratkilometer. Närmaste större samhälle är Pitomača, 6,6 km norr om Sedlarica. Trakten runt Sedlarica består till största delen av jordbruksmark.